# اچ‌ام‌اس ساوت‌همپتون (۱۷۵۷)
اچ‌ام‌اس ساوت‌همپتون (۱۷۵۷) (به انگلیسی: HMS Southampton (1757)) یک کشتی بود که طول آن ۱۲۴ فوت ۴ اینچ (۳۷٫۹۰ متر) بود. این کشتی در سال ۱۷۵۷ ساخته شد.